# Сватковский сельсовет
Сватковский сельсовет — административная единица на территории Мядельского района Минской области Республики Беларусь. Административный центр — агрогородок Сватки.

## Состав
Сватковский сельсовет включает 26 населённых пунктов:
- Андрейки — деревня
- Бонда — деревня
- Брусы — деревня
- Довжани — деревня
- Езженцы — деревня
- Замошье — деревня
- Калиновка — деревня
- Кашоновка — деревня
- Липово — деревня
- Лужи — деревня
- Магдулино — деревня
- Мацки — деревня
- Навры — деревня
- Неверы — деревня
- Новики — деревня
- Ольсевичи — деревня
- Паморовщина — деревня
- Пильковщина — деревня
- Рудевичи — деревня
- Русаки — деревня
- Сватки — агрогородок
- Сивые — деревня
- Старинки-1 — деревня
- Старинки-2 — деревня
- Узла — деревня
- Шкленниково — деревня

## Производственная сфера
- ОАО «Сватки»
- Свиноводческий комплекс «Брусы»
- ОАО «Вилейский комбикормовый завод»
- Узлянское лесничество ГПУ "НП «Нарочанский»
- ЧПУП «Каталюр»

## Социально-культурная сфера
- Учреждения образования: ГУО «Сватковская СШ им. М. Танка», д/с № 11 аг. Сватки
- Учреждения культуры: СДК аг. Сватки, сельская библиотека аг. Сватки, Дом фольклора д. Узла, сельская библиотека д. Узла,
- Учреждения здравоохранения: врачебная амбулатория аг. Сватки
- Дом социальных услуг д. Брусы